# Kunstberg

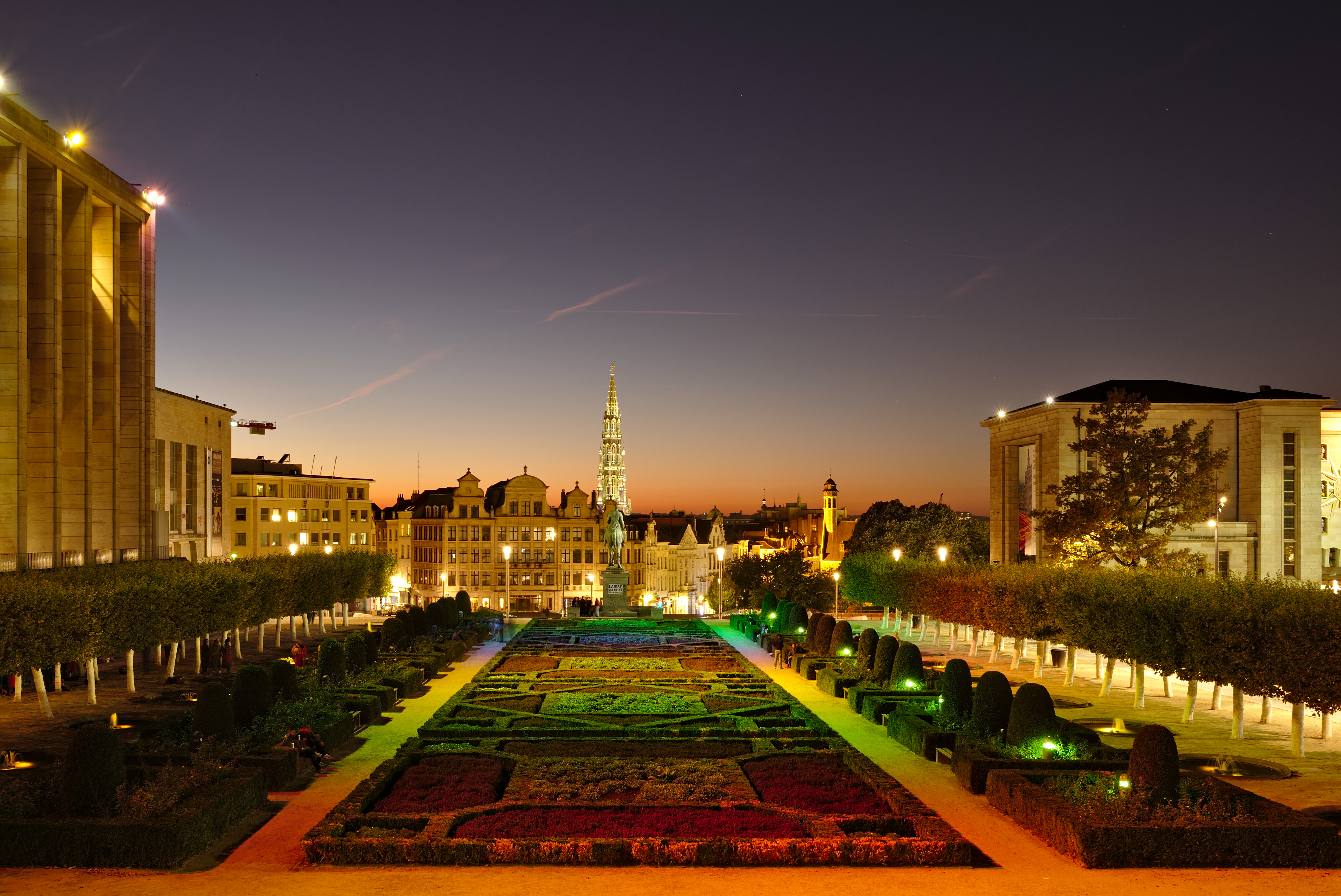
De Kunstberg bij zonsondergang

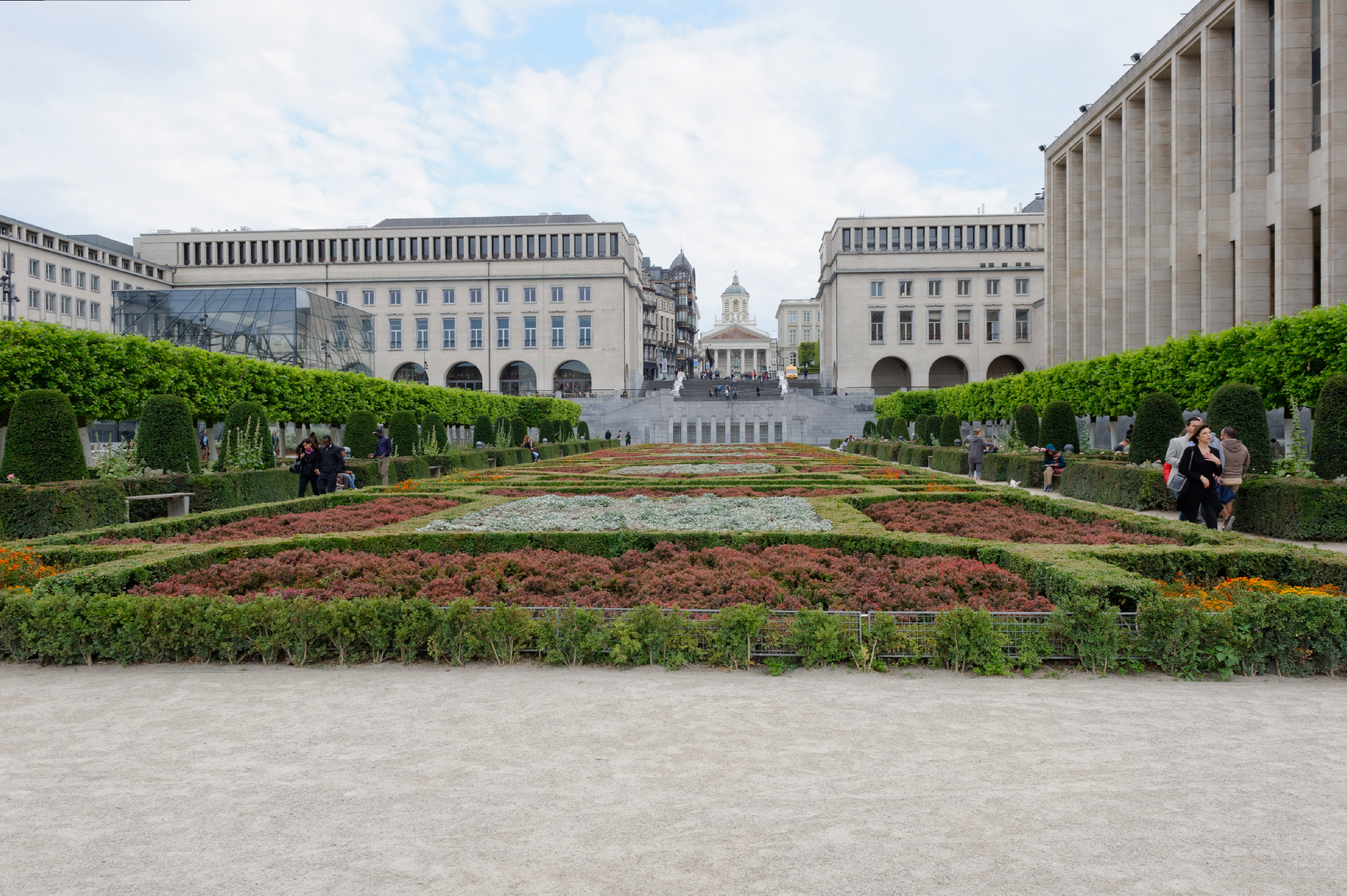
Tuin van de Kunstberg

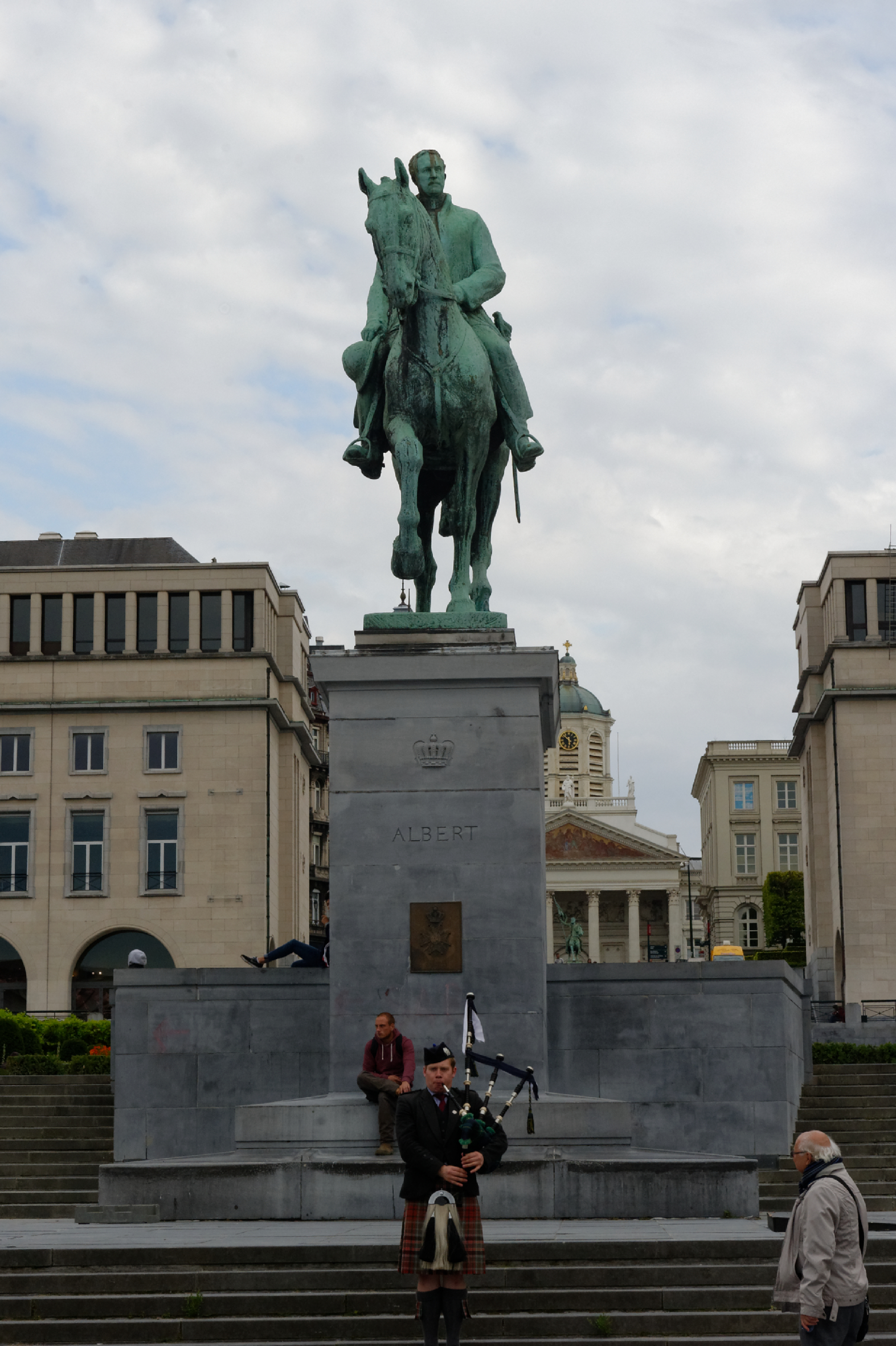
Standbeeld van koning Albert

De Kunstberg (Frans: Mont des Arts) is een helling in het historisch centrum van de Belgische hoofdstad Brussel. De Kunstberg ligt eigenlijk op de Koudenberg, tussen het Koningsplein en de benedenstad met onder meer de Grote Markt. De Kunstberg heette tussen de 15de en de 18de eeuw Hofberg.

## Geschiedenis

### Voorgeschiedenis
Oorspronkelijk lag op deze plek de zeer oude Sint-Rochuswijk, die tot in de vijftiende eeuw ook wel de Jodenwijk werd genoemd. Tussen de 15de en de 18de eeuw was de helling gekend als de 'Hofberg'. In deze tijd stonden er enkele paleizen op de berg zoals het Paleis van Nassau (jaren 40 14e eeuw - omstreeks 1750), het Paleis van Karel van Lotharingen (1757 - nu), het Granvellepaleis (1555-1931) en hogerop het Paleis op de Coudenberg (midden 14de eeuw - 1731).

### Leopold II
Nadat in de eerste helft van de 19de eeuw het Koninklijk Paleis van Brussel gebouwd was, kreeg koning Leopold II op het eind van de 19e eeuw het idee om de wijk van de Hofberg, tussen het Koninklijk Paleis en de benedenstad, om te vormen tot het culturele hart van de jonge natie door de creatie van een Mont des Arts of Kunstenberg. Diverse architecten en stedenbouwkundigen ontwierpen diverse plannen voor de omvorming van de site tot een kunstenkwartier. Zo ontwierp Henri Maquet een kolossaal gebouw om er allerlei culturele instituten in onder te brengen. Dit gebouw zou door zijn schaal en indrukwekkende sokkel de volledige wijk overheersen. Nadat Leopold II via tussenpersonen de ganse wijk had opgekocht, werd quasi de volledige middeleeuwse wijk op de helling afgebroken. Het Paleis van Karel van Lotharingen en het Granvellepaleis bleven echter wel behouden.
Omwille van financiële problemen en een gebrek aan steun van de staat ging het stadsvernieuwingproject echter niet door, waarna de plek ruim acht jaar onbebouwd bleef. Met het oog op de wereldtentoonstelling van 1910 gaf koning Leopold II in 1908 aan de Parijse architect Pierre Vacherot de opdracht er een voorlopige bestemming aan te geven. Het werd een park met een monumentale trapgang, voorzien van fonteinen, watervalletjes en beeldhouwwerken. In 1910, een jaar na het overlijden van Leopold II, werd het nieuwe park ingehuldigd door Albert I.
Na het overlijden van koning Albert I werd het plan tot de oprichting van een Kunstberg nieuw leven ingeblazen. De directe aanleiding hiervoor was de bouw van een nieuwe Koninklijke Bibliotheek, de Albertina, ter ere van de overleden vorst, net als het Congrespaleis en Dynastiepaleis. De Kunstberg werd opgericht naar een ontwerp van Jules Ghobert, de Albertina werd ontworpen door Maurice Houyoux en zijn opvolger Roland Delers.
Zo moest het bestaande park van Vacherot in 1956 uiteindelijk plaatsmaken voor ondergrondse parkeergarages en de moderne gebouwen van de Koninklijke Bibliotheek, Ravensteingalerij en het Congrespaleis. De tuin op de centrale esplanade, de Tuin van de Kunstberg, werd aangelegd naar een ontwerp van de befaamde Belgische tuinarchitect René Pechère. Naar aanleiding van Expo 58 verrezen nieuwe gebouwen op de Kunstberg met onder meer de beiaard van de Kunstberg in een booggewelf.
Op de plaats van dit Congrespaleis werd in september 2009 het nieuwe Square Meeting Centre geopend. In 2020 werd in de Koninklijke Bibliotheek het KBR Museum geopend met handschriften van de Librije van Bourgondië uit de Bourgondische tijd. In 2022 werd bekend dat de Kunstberg beschermd wordt als Brussels erfgoed.

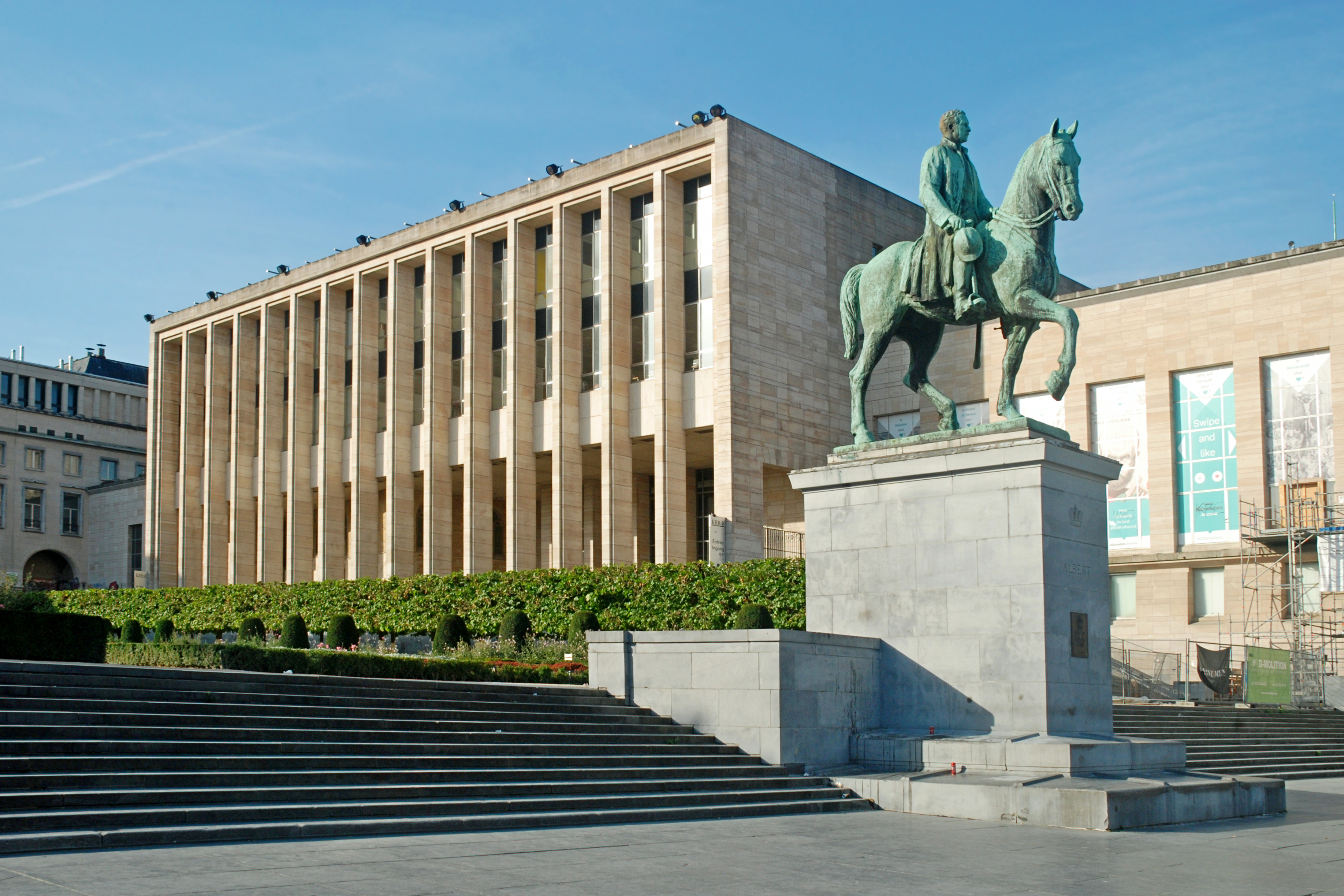
De Koninklijke Bibliotheek van België en het standbeeld van Koning Albert I
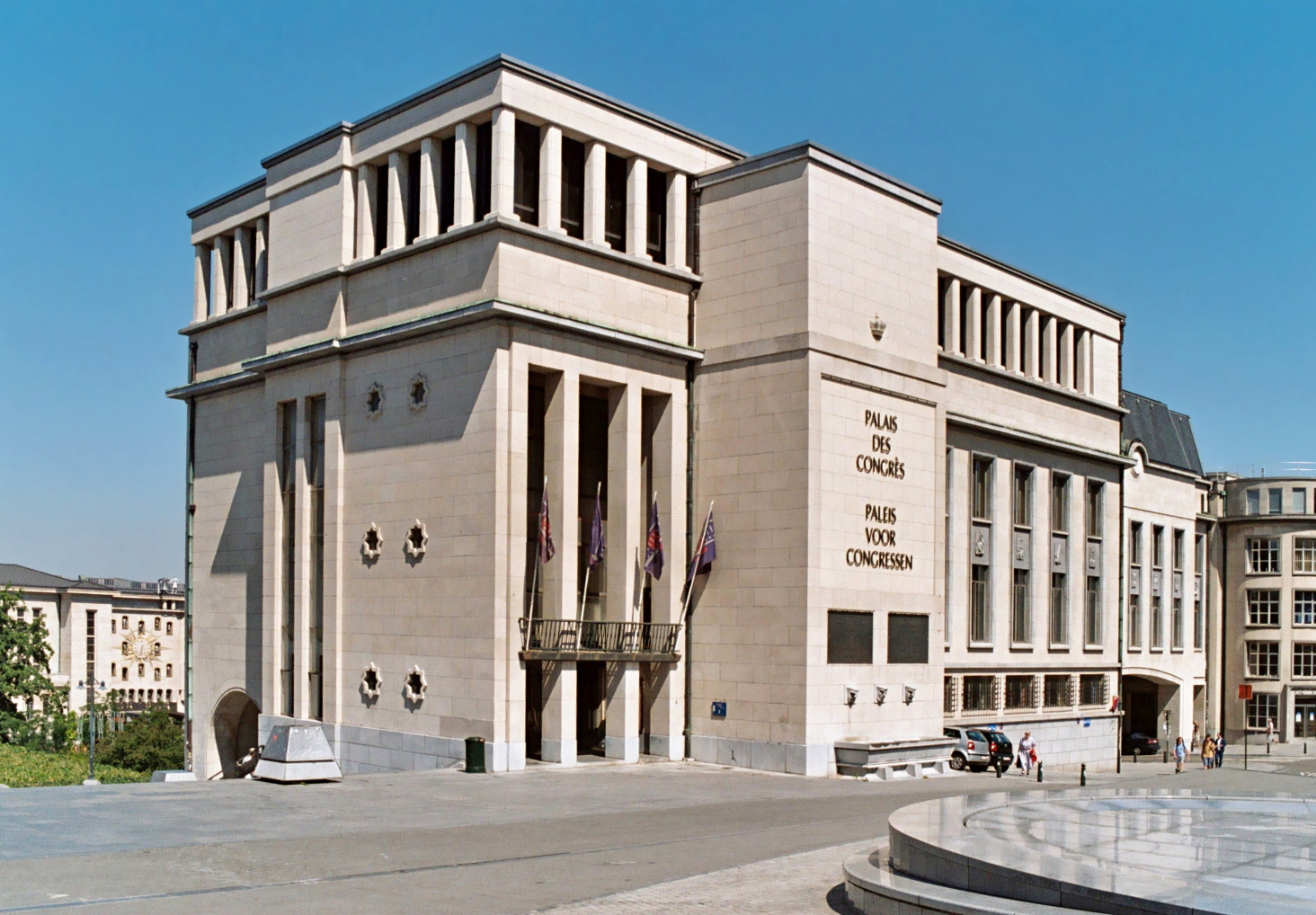
Het Congrespaleis